# Karcag-Vásártér megállóhely
Karcag-Vásártér megállóhely egy Jász-Nagykun-Szolnok vármegyei vasúti megállóhely Karcag településen, a MÁV üzemeltetésében. A város belterületének nyugati szélén helyezkedik el, közúti elérését a 3401-es útból kiágazó 34 301-es számú mellékút teszi lehetővé.

## Vasútvonalak
A megállóhelyet az alábbi vasútvonalak érintik:
- Karcag–Tiszafüred-vasútvonal

## Kapcsolódó állomások
A megállóhelyhez az alábbi állomások vannak a legközelebb:
- Karcag vasútállomás (Karcag–Tiszafüred-vasútvonal)
- Berekfürdő megállóhely (Karcag–Tiszafüred-vasútvonal)

## Forgalom
| Járat        | Útvonal | Gyakoriság                    |
| ------------ | --- | ----------------------------- |
| személyvonat | Karcag – Karcag-Vásártér – Berekfürdő – Kunmadaras (– Pusztakettős) – Tiszaszentimre – Tiszaszőlős – Tiszafüred-Gyártelep – Tiszafüred | Napi 2 pár, nyáron napi 4 pár |